# 福泉寺 (遠野市)
福泉寺（ふくせんじ）は岩手県遠野市にある真言宗豊山派の寺。山号は法門山。木彫として日本最大の大観音像で知られる。

## 概要
創建は1912年（大正元年）、佐々木宥尊（初代住職）によって開かれる。境内は総面積20万平方メートル、その山内には岩手県内唯一の四国八十八箇所と西国三十三所の写し霊場があり、また春には桜、秋には紅葉の名所でもあることから、多くの参拝者を集める。

## 境内
- 本堂
- 多宝塔 - 1982年建立、五代尊明王と四天王像安置
- 五重塔 - 1990年建立、高さ26m、宮大工菊池恭二作
- 庫裡
- 愛宕堂
- 護摩堂
- 鐘楼堂
- 観音堂 - 宮大工菊池恭二率いる金剛組の施工
- 山門
- 仁王門

## 大観音像
像名は福徳観音像、総高17m、木彫として日本最大の観音像。
樹齢1200年の大木の一木造である。20年の歳月を費やして住職自らが刻んだ。
　

## 利用情報
- 開門時間
  - 4月 - 10月：8:00 - 17:00
  - 11月 - 3月：8:00 - 16:00

注）1月 - 3月は日曜日のみ開門 

## 境内ギャラリー

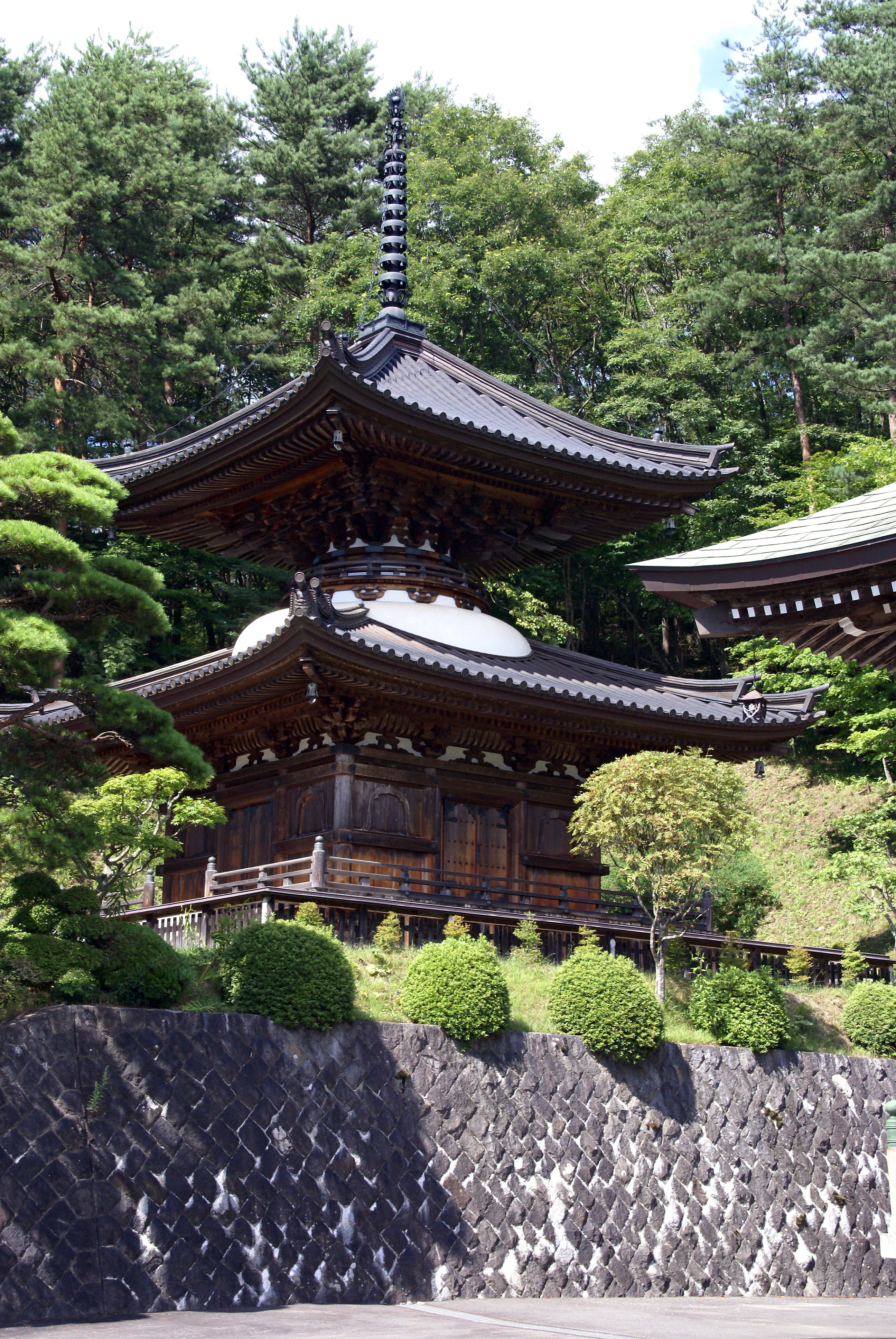
多宝塔
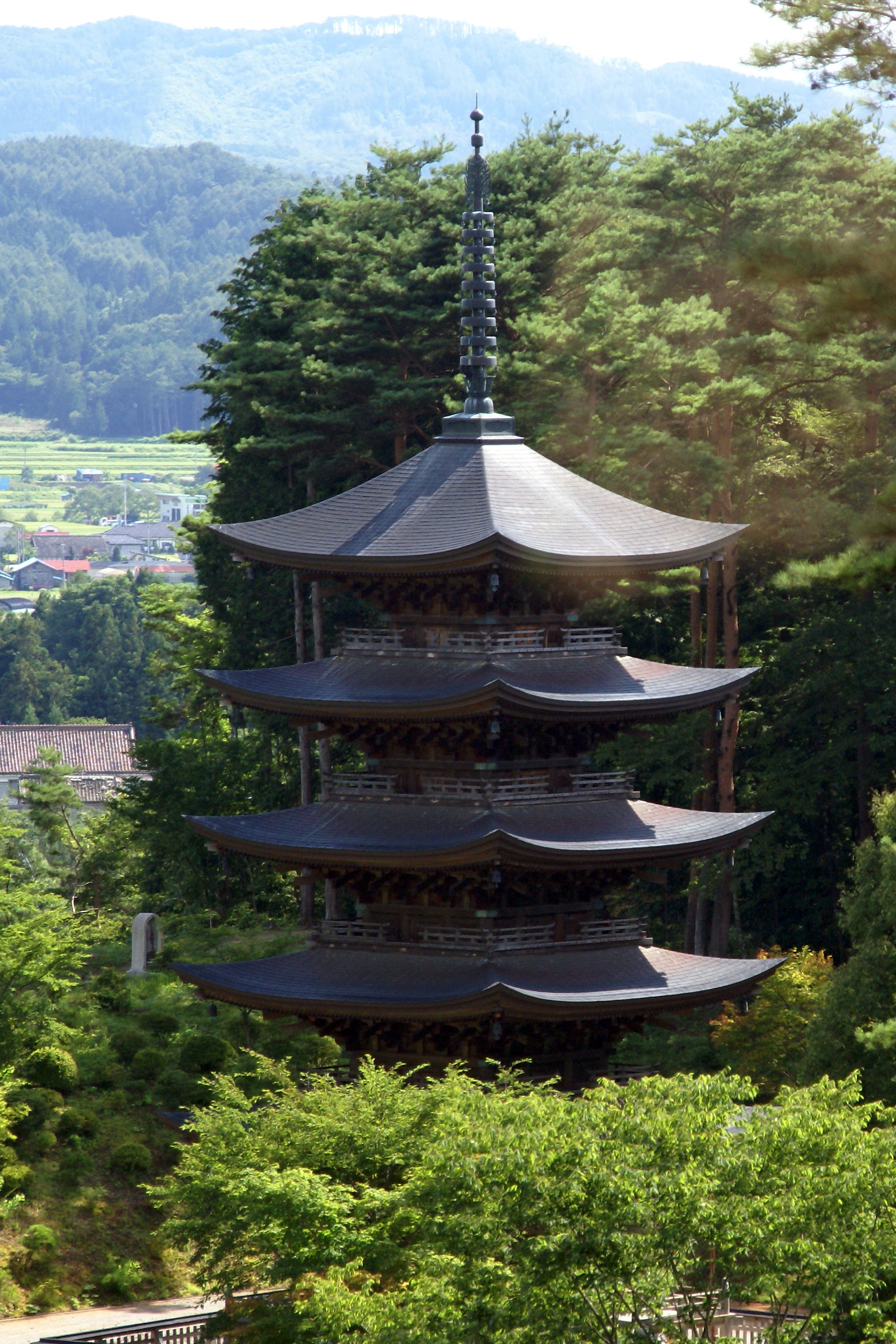
五重塔

## 交通アクセス
- 遠野駅から岩手県交通附馬牛線に乗車し、「福泉寺」下車。